# Forte Tron
Il Forte Tron è una fortezza ottocentesca ed ex-caserma dell'Esercito Italiano situata nella terraferma nei pressi del quartiere Ca' Sabbioni, nella municipalità di Marghera del comune di Venezia. 
Concepito come parte del campo trincerato di Mestre e del più ampio sistema difensivo della laguna, si trova ad ovest di forte Marghera.

## Storia della costruzione
Forte Tron è una costruzione militare con un impianto planimetrico poligonale alla prussiana, sugli schemi dell'architetto e ingegnere austriaco Andreas Tunkler (1820-1873). Assieme ai gemelli Forte Carpenedo e Forte Gazzera, costituisce il nucleo originario del Campo trincerato di Mestre: la collocazione di ciascun forte rispetto al più importante Forte Marghera è di tipo a raggiera e la distanza tra ciascun forte era in funzione dalla gittata dei cannoni in uso all'epoca, onde formare un sistema difficilmente espugnabile a difesa della città lagunare, del suo porto e del suo arsenale, contro eventuali attacchi provenienti dalla terraferma.
La disposizione di Forte Tron, con orientamento verso ovest, è orientato secondo la direttrice della via di accesso proveniente da Padova alla terraferma di Venezia.
Il progetto del forte venne proposto a Roma nel 1883 ed approvato il 13 giugno dello stesso anno; dopo una sospensione del progetto, durata circa 3 anni (in cui vennero rivisitati sia il piano della costruzione sia quello dei costi) e dopo l'apporto di piccole migliorie al progetto, il 21 agosto 1886 venne definitivamente disposto l'appalto per la costruzione. Il Forte Tron fu realizzato dal Regno d'Italia tra il 1887 e il 1890 su un'area paludosa di 18,55 ettari; a causa di cedimenti del terreno e infiltrazioni i lavori furono molto rallentati e il progetto iniziale dovette essere rivisto. Restaurato nel 1910, disponeva di sei cannoni principali a perno centrale e quattro cannoni secondari con sei mitragliatrici.
L'esecuzione del complesso risale all'ultimo ventennio del XIX secolo, con circa mezzo secolo di ritardo rispetto ad altri forti analoghi in Europa, era concepito per resistere ad attacchi con proiettili di tipo impattivo: il forte si rivelò ben presto, con l'avvento dei proiettili esplosivi e con l'introduzione della canna rigata, obsoleto; fu quindi destinato in tempi successivi a funzioni diverse, tra cui fattoria, polveriera, deposito.
Definitivamente abbandonato dai militari a partire dalla prima metà degli anni '80, Forte Gàzzera è stato aperto al pubblico, con sempre maggiore regolarità, dalla metà degli anni '90.